# Albín Heinrich
Albín Heinrich (1. března 1785 Břidličná – 5. dubna 1864 Brno) byl muzejní pracovník, knihovník, mineralog, přírodovědec, historik a pedagog.
Narodil se v Břidličné. Vzdělání získal na univerzitě ve Vídni. Působil v Šeršníkově muzeu v Těšíně a ve Františkově muzeu v Brně.

## Dílo
výběr
- Versuch über die Geschichte des Herzogthumes Teschen von den ältesten bis auf gegenwärtige Zeiten, Teschen 1818,
- Gebirgs-, Erd- und Bodenarten, die im Franzens-Museum der k. k. mähr. Schles. Gesellschaft zu Beförderung des Ackerbaues, der Natur- und Landeskunde in Brünn, zur Schau aufgestellt sind, Brünn 1840,
- Mährens und k. k. Schlesiens Fische, Reptilien und Vögel, Brünn 1856
- Das Franzensmuseum , Brünn 1853